# محطة ديابلو كانيون للطاقة النووية

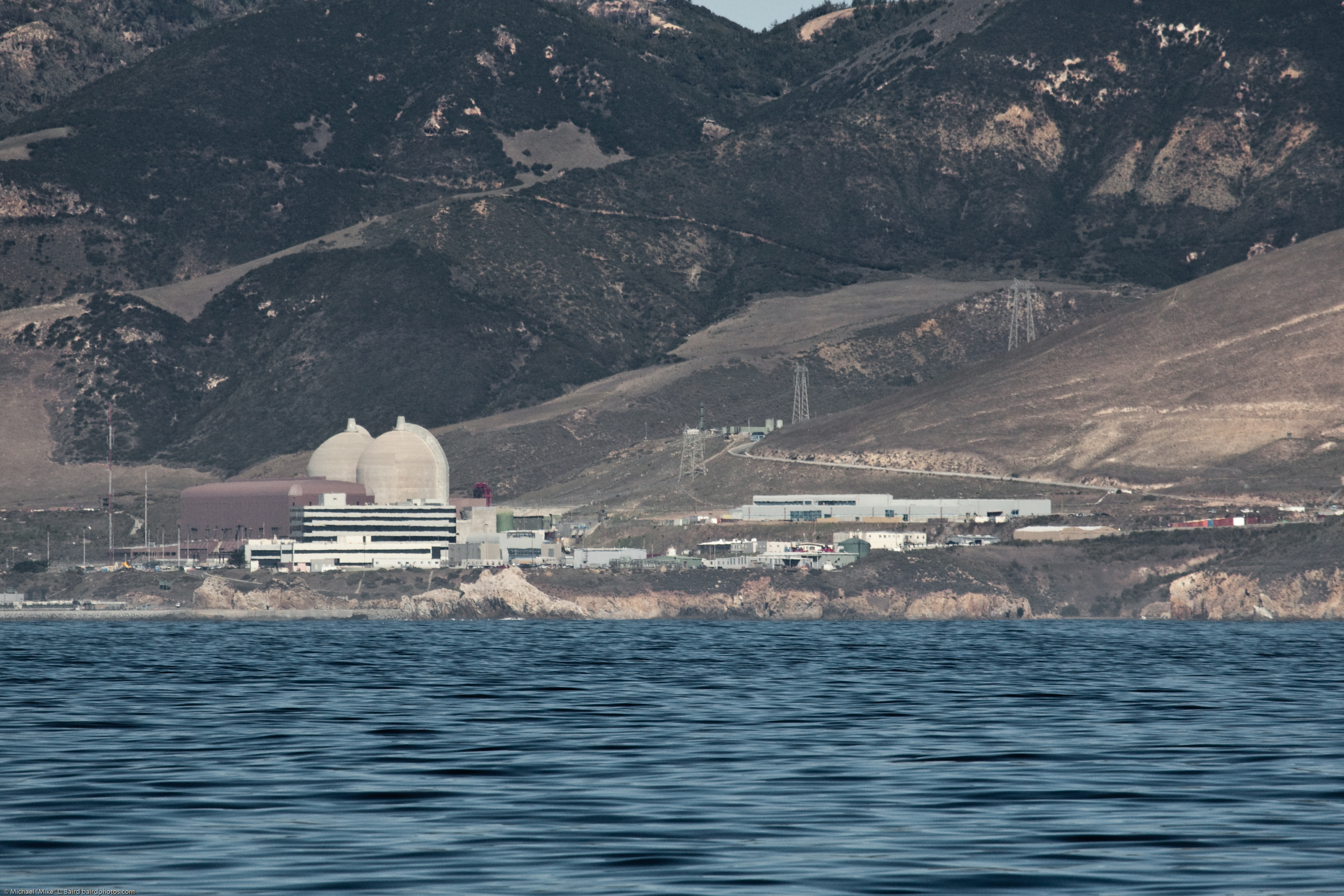
محطة ديابلو كانيون للطاقة النووية 2009

محطة ديابلو كانيون للطاقة النووية هي محطة للطاقة النووية لتوليد الكهرباء بالقرب من شاطئ أفيلا في مقاطعة سان لويس أوبيسبو بولاية كاليفورنيا.

## نبذة
بعد الإغلاق الدائم لمحطة سان أونوفري للطاقة النووية في عام 2013 أصبحت المحطة النووية الوحيدة المتبقية بالولاية وتحتوي على مفاعلين نوويين مضغوطين يعملان بالماء المضغوط.

## الموقع
تقع المحطة على بعد حوالي 900 فدان (360 هكتار) غرب شاطئ أفيلا بكاليفورنيا منها حوالي 12 فدان تشكل الجزء المنتج للطاقة بالقرب من منطقة اللجنة التنظيمية النووية الرابعة. 
ينتج المفاعلان التوأم بقوة 1100 ميجاوات حوالي 18000 جيجاوات في الساعة من الكهرباء الخالية من الانبعاثات سنويا (8.6٪ من إجمالي توليد كاليفورنيا و 23٪ من توليد الكهرباء بدون الكربون) مما يوفر الاحتياجات الكهربائية لأكثر من 3 ملايين شخص.
في عام 2016 قامت لجنة التنظيم النووية بتقييم المخاطر الاحتمالية للمحطة مع الأخذ في الاعتبار المخاطر الزلزالية بتكرار تواتر الضرر الأساسي في حالة واحدة لكل 7,6 مليون سنة من المفاعلات.

## الإغلاق
في نوفمبر 2009 تقدمت شركة شركة باسيفيك للغاز والكهرباء بطلب إلى لجنة التنظيم النووي للحصول على تجديد لمدة 20 عامًا لكلا المفاعلين.
في يونيو 2016 أعلنت شركة باسيفيك للغاز والكهرباء أنها تخطط لإغلاق مفاعلي ديابلو كانيون في 2024 و 2025. 
من المتوقع أن يستغرق وقف تشغيل المحطة بالكامل عقود وتبلغ التكلفة حوالي 4 مليارات دولار.